# Euconocercus iris
Euconocercus iris är en insektsart som beskrevs av Bei-bienko 1950. Euconocercus iris ingår i släktet Euconocercus och familjen vårtbitare. Inga underarter finns listade i Catalogue of Life.